# Karine Baste
Pour les articles homonymes, voir Baste.
Karine Baste, née le 11 octobre 1982 à Schœlcher en Martinique et préalablement connue sous le nom de Karine Baste-Régis, est une journaliste et présentatrice de télévision française qui exerce dans le Groupe France Télévisions.
Au début des années 2010, elle exerce sur la chaîne Martinique 1re puis présente Soir 3 Week-end  sur France 3 en 2015. À partir de 2016, elle est l'une des figures principales de la chaîne France Info où elle co-anime La Matinale. Elle présente également les journaux de Télématin sur France 2 de 2019 à 2021.
D'octobre 2020 à décembre 2024, elle assure les remplacements de la titulaire du journal de 20 heures de France 2 Anne-Sophie Lapix.

## Biographie

### Famille et formation
Karine Baste naît le 11 octobre 1982 à Schœlcher du mariage de Daniel Baste (1945-2021), inspecteur de police et de Jacqueline Degras, infirmière en hôpital psychiatrique. Elle a quatre sœurs aînées.
Elle a un fils né en 2014.
En 2003, Karine Baste est diplômée de l'École supérieure de réalisation audiovisuelle (Esra), à Nice, avec spécialisation en journalisme.

### Carrière professionnelle

#### Journaliste et présentatrice
D'abord employée à RFO comme journaliste reporter d'images et rédactrice en Martinique puis en Guadeloupe, elle est en plus monteuse de ses reportages sur Saint-Barthélemy et Saint-Martin.
Elle fait sa première apparition à l'antenne en 2007, avec la présentation de Magazine Caraïbe.
En avril 2011, elle présente son premier journal télévisé, Soir 1re le week-end (du vendredi au dimanche) sur Martinique 1re. Sur cette même chaîne, elle anime des débats et couvre des évènements sportifs[réf. nécessaire]. Elle assure aussi le magazine mensuel Résonance. Durant l'été 2015, elle remplace Francis Letellier aux commandes du Soir 3 Week-end sur France 3 les 10, 11, 12 puis les 17, 18 et 19 juillet.
À l'été 2016, elle est choisie par France Télévisions pour faire partie des dix présentateurs phares de la nouvelle chaîne France Info. Après avoir fait l'ouverture de la chaîne, le 1er septembre, avec d'autres journalistes, elle y présente La Matinale dès le lendemain 2 septembre aux côtés de Laurent Bignolas,,.
À partir du 28 août 2017, elle co-présente la matinale de la chaîne info aux côtés de Samuel Étienne .
En 2018, elle présente en alternance avec Sonia Chironi Les Témoins d'Outre-mer sur France Ô.
En juillet 2019 elle quitte France Info et retrouve Laurent Bignolas dans Télématin sur France 2, où elle assure la présentation des journaux avec Julien Benedetto.
En 2020, elle remplace Marie-Sophie Lacarrau au journal de 13 heures pendant les congés d'été. À compter du 19 octobre 2020, elle devient la présentatrice joker du journal de 20 heures de France 2 en remplacement d'Anne-Sophie Lapix,, succédant à Julian Bugier qui occupait le même rôle jusqu'ici.
En août 2021, à l'occasion de la nouvelle formule de Télématin, elle quitte la présentation des journaux de l'émission matinale et retrouve France Info où elle présente Ça fait l'actu, durant la saison 2021/2022. Après une saison, elle quitte la chaine info pour se consacrer à son rôle de joker du 20 heures.
Le 17 décembre 2024 en direct sur France 2 et TV5 Monde, elle co-anime aux côtés de Nagui une grande soirée de soutien et de solidarité pour la reconstruction et l’aide aux populations après le passage du cyclone Chido qui a dévasté Mayotte.
À partir du 13 janvier 2025, elle présente une nouvelle émission de 26 minutes consacrée à l'Outre-Mer, intitulée « C pas si loin » et diffusée du lundi au vendredi à 16 h 55 sur France 5,.

#### Activité syndicale
En janvier 2021, candidate de la liste Confédération générale du travail (CGT), Karine Baste est élue pour un mandat de cinq ans au conseil d'administration de France Télévisions.

### Filmographie
Elle joue son propre rôle dans le film américain Murder Mystery 2, sorti en 2023, avec notamment Jennifer Aniston et Adam Sandler.

## Pour approfondir